# 177 Irma
Irma (định danh hành tinh vi hình: 177 Irma) là một tiểu hành tinh khá lớn và tối, thuộc kiểu quang phổ C, ở vành đai chính.
Ngày 5 tháng 11 năm 1877, anh em nhà thiên văn học người Pháp Paul Henry và Prosper Henry phát hiện tiểu hành tinh Irma khi họ thực hiện quan sát tại Đài thiên văn Paris, nhưng chỉ ghi tên người phát hiện là Paul Henry.